# Sint-Mauritiuskerk (Horsten)
De Sint-Mauritiuskerk (St.-Mauritius-Kirche) is een luthers kerkgebouw in Horsten, een Ortsteil van de Oost-Friese gemeente Friedeburg (Nedersaksen). Het romaanse kerkgebouw draagt de naam van de vroegere schutspatroon Mauritius.

## Geschiedenis
Het kerkgebouw staat op een kunstmatig opgeworpen warft. Het had ten minste twee houten voorgangers, waarvan de oudste oorsprong teruggaat tot vóór het jaar 1000. Archeologisch onderzoek wees uit dat de houten kapel een rechthoekig gebouw van geringere omvang dan die van de huidige kerk was, en circa twee en een halve meter dieper dan het huidige vloerniveau lag.
In de eerste helft van de 13e eeuw werd op een granieten fundament begonnen met de bouw van een bakstenen kerk. Tijdens de vetes tussen hoofdelingen raakte het bedehuis tegen het einde van de 14e eeuw zwaar beschadigd. Aansluitend vond het herstel over een lange periode plaats. De kerk werd opnieuw zwaar getroffen gedurende de Dertigjarige Oorlog. De gehele inventaris werd toen door troepen van de protestantse aanvoerder Peter Ernst II van Mansfeld vernield. Dankzij giften en schenkingen kon naderhand de inventaris worden vervangen.
Vanwege de niet zo stevige grond werden op veel plaatsen in Oost-Friesland vrijstaande klokkentorens gebouwd. Zo ook in Horsten. De toren draagt het jaartal 1645, maar is waarschijnlijk ouder.  

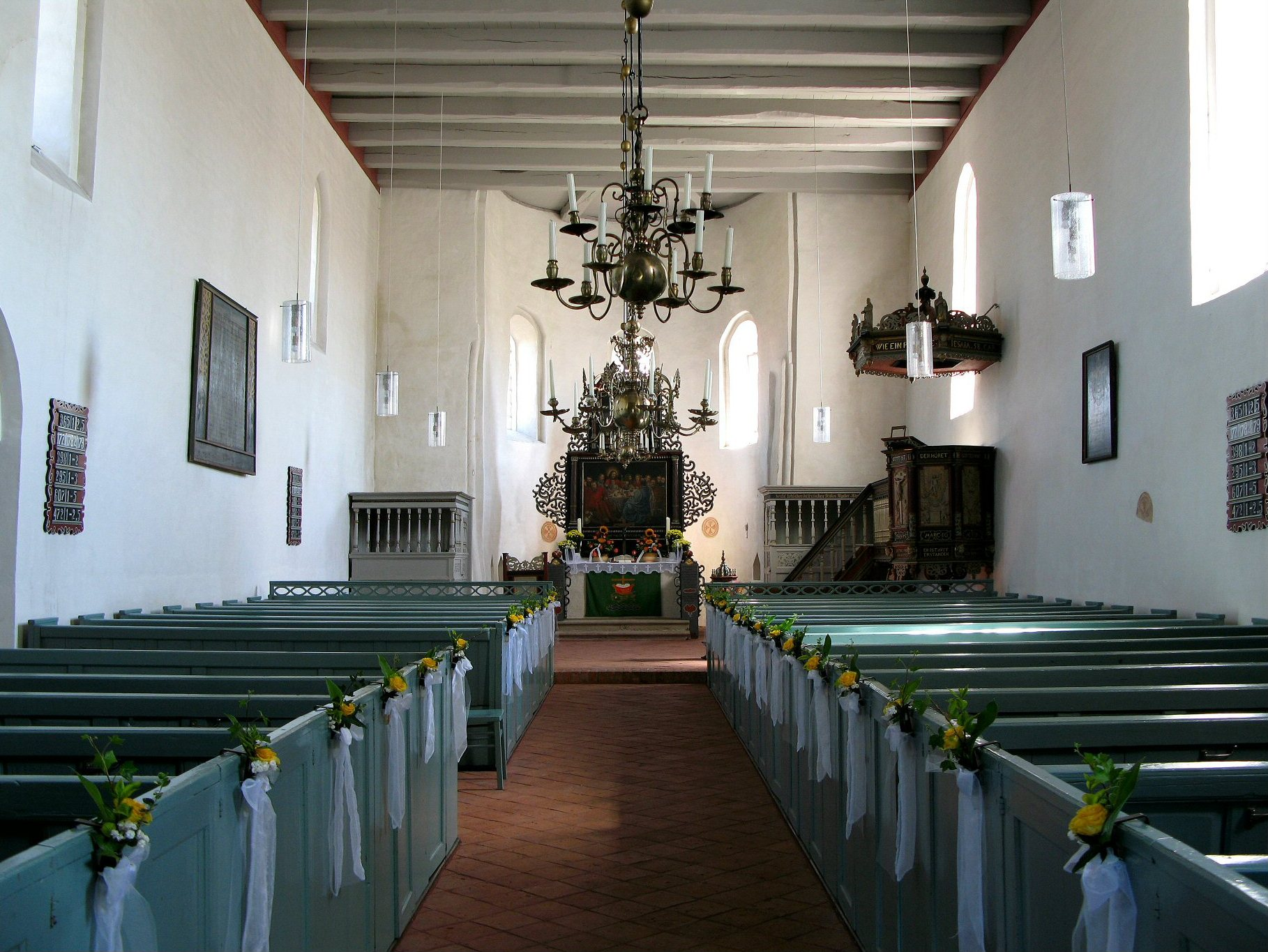
Interieur

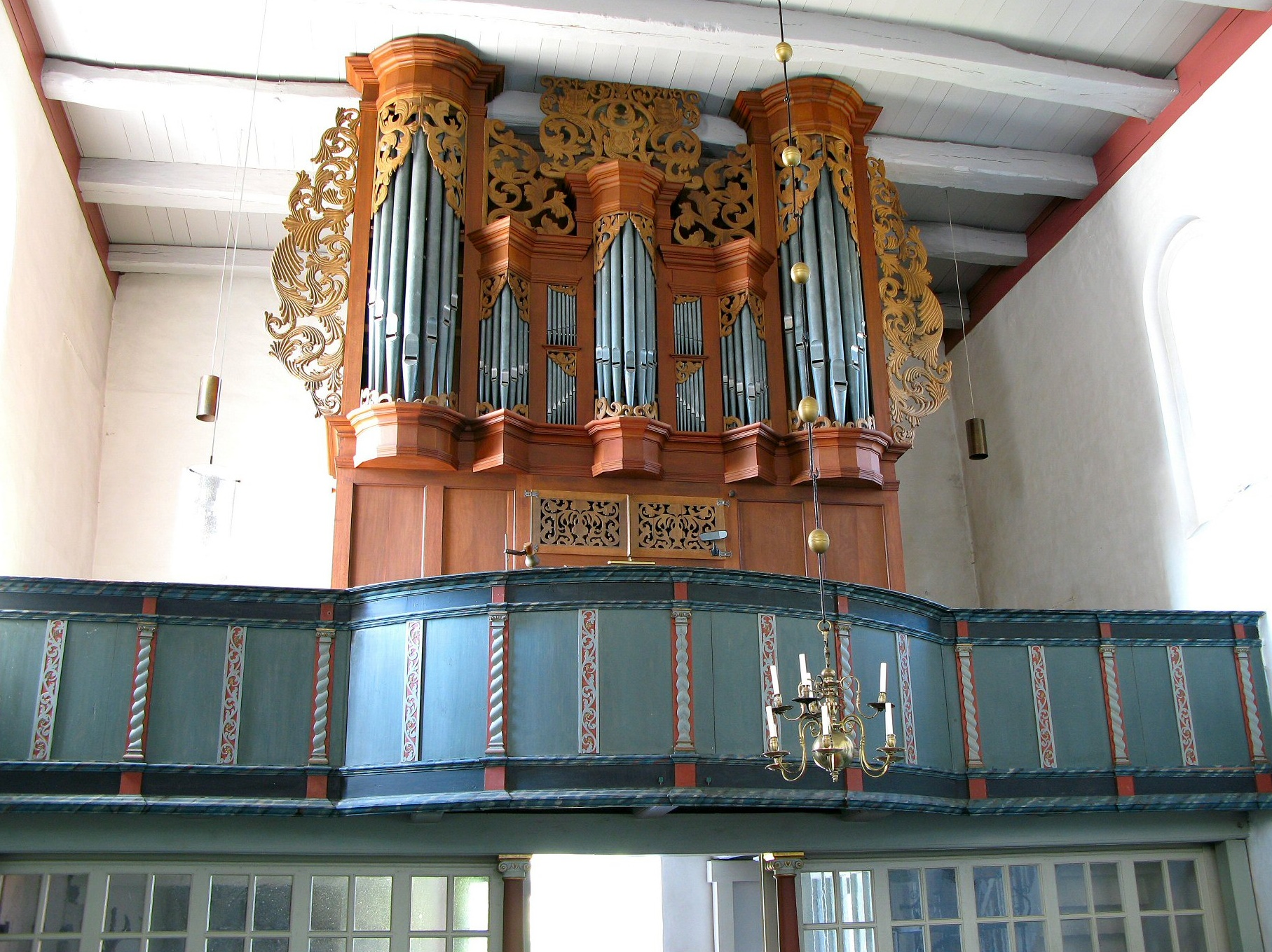
Orgel

## Interieur
De kansel is het oudste stuk kerkmeubilair. De houtsnijder Jacob Cröpelin bouwde de preekstoel en versierde de velden van de kuip met de vier belangrijkste gebeurtenissen uit het leven van Christus.
Het altaarstuk met de voorstellingen van het Laatste Avondmaal en de Kruisiging werd in 1666 opgesteld. Wie het altaarstuk maakte is niet bekend.
Het rijk versierde doopvont werd in 1696 aan de kerk geschonken.

## Orgel
Het orgel werd in de jaren 1731-1733 door Samuel Schröder uit Jever gebouwd. Het is het enige orgel dat van deze orgelbouwer bekend is. Schröder stierf een maand na de voltooiing van zijn instrument. Van de 18 registers zijn er zeven tot acht oorspronkelijk. Al twee jaar later moest het orgel door Johann Dietrich Busch uit Itzehoe opnieuw gestemd en gerenoveerd worden. Nieuwe reparaties volgden in de jaren 1771, 1789, 1836 en 1857. In 1917 werden de frontpijpen gevorderd om te worden omgesmolten voor de oorlogsindustrie. Pas in 1927 konden ze door zinken pijpen worden vervangen.
De orgelbouwfirma Alfred Führer uit Wilhelmshaven maakte in de jaren 1955-1956 eerdere wijzigingen aan het orgel ongedaan en reconstrueerde de oorspronkelijke dispositie. Daarbij voegde het bedrijf een nieuw zelfstandig pedaalwerk met drie registers toe. Het instrument werd in 1985 geheel gerenoveerd. Tevens werd de orgelkas ontdaan van de kleuren om de oorspronkelijke licht eiken kleur te herstellen.